# 少主且慢行
《少主且慢行》，是一部2020年中国大陆架空古装剧，改编自网络小说家韩雪霏的《锦心记》。由虞书欣、刘奕畅领衔主演，于2019年7月至9月拍摄。本劇於2020年2月14日在爱奇艺首播。

## 播出时间
| 频道          | 所在地 | 播出日期      | 备注 |
| ------------- | ------ | ------------- | ---- |
| 爱奇艺        | 中国   | 2020年2月14日 |      |
| 愛奇藝台灣站  | 臺灣   | 2020年2月14日 |      |
| CHANNEL CHINA |        | 2020年7月7日  |      |

## 演员列表

### 主要演员
| 演員                | 角色   | 介紹 |
| 虞书欣              | 田三七 | 十方村義莊之女，鍾愛驗屍，因不斷尋找年幼相識的小哥哥而逃出十方村來到南府，代替賀錦心嫁進趙府而和趙錯展開了愛情之旅。 喜歡趙錯。                                     |
| 刘奕畅              | 赵错   | 十八年前因桃源城戰事而由南府太府令趙全對收養，實為桃源城少城主。是田三七一直在尋找的小哥哥。 喜歡田三七。                                                           |
| 骆明劼              | 白一飞 | 北府太府令之子。 原喜歡三七，後喜歡何若瑤。 |
| 陈昊蓝              | 何若瑶 | 桃源城城主的女兒，金燕公主。 喜歡白一飛。 |
| 刘迅                | 何臻   | 桃源城副城主用來頂替少城主的傀儡，自幼便模仿小趙錯言行舉止，一次代替小趙錯去找小田三七，知道趙錯和田三七年幼時的所有事情。後因救三七而死於副城主之手。 喜歡田三七。 |
| 张元坤              | 李嘉   | 趙錯的跟班。 |
| 曹明悦 幼年: 陈翊瞳 | 段雪薇 | 十歲時在一次治病的過程中與趙錯結識。為了趙錯回赤桑學醫八年，回來後因趙錯已愛上三七由此憎恨，想用換心術來奪取趙錯的心，最後失敗。死在坍塌的千毒堂密室裡。 喜歡趙錯。 |
| 张子萌              | 贺锦心 | |
| 闾汉彪              | 赵全对 | 南府太府令。赵错養父。 |
| 王玮                | 无梦   | 何臻的貼身護衛。 喜欢何臻。 |
| 崔奕                | 铃妈   | |

## 电视剧歌曲
| 曲序 | 曲目                          |        | 作曲          | 编曲   | 演唱             |
| ---- | ----------------------------- | ------ | ------------- | ------ | ---------------- |
| 1.   | I'm Falling in Love（片头曲） | 萨吉   | 金大洲        | 于昊   | 郭靜、寧桓宇     |
| 2.   | 走散（片尾曲）                | 張暢   | 金大洲        | 金大洲 | 都智文           |
| 3.   | 自從遇見你（女生版）（插曲）  | 汪拾米 | 汪拾米        | 楊朝焰 | 虞書欣           |
| 4.   | 自從遇見你（男生版）（插曲）  | 汪拾米 | 汪拾米        | 楊朝焰 | 駱明劼           |
| 5.   | 不愛而別（插曲）              | 張暢   | Jun Hyuk Park | 何山   | 火箭少女101 紫寧 |
| 6.   | 丁老頭（插曲）                | 汪拾米 | 汪拾米        | 胡靜成 | 刘奕畅           |
| 7.   | 君住長江尾（插曲）            | 李之儀 | 任斌          | 任斌   | 梁文             |